# Murilo de Souza
Murilo de Souza Costa (São José do Norte, Río Grande del Sur, Brasil, 31 de octubre de 1994) es un futbolista brasileño que juega como delantero en el Kyoto Sanga F. C. de la J1 League.

## Trayectoria
Se formó en el S. E. R. Caxias do Sul, equipo con el que debutó como profesional. En las temporadas siguientes formó parte de varios equipos de Brasil como S. C. Internacional, Botafogo F. R., Macaé E. F. C., C. E. Lajeadense, Joinville E. C. y E. C. Juventude.
Su llegada a Europa se produjo en junio de 2017 al fichar por el C. D. Nacional de Madeira, club con el que consiguió el ascenso a la Primeira Liga. No llegó a jugar en la máxima categoría con el conjunto isleño, ya que el 1 de julio de 2018 fue traspasado al Sporting de Braga, con quienes firmó por cinco años.
El 31 de enero de 2020 fue cedido el Real Sporting de Gijón de España hasta el final de la temporada 2019-20. Disputó 16 partidos, en los que anotó dos goles y dio tres asistencias. En septiembre del mismo año recaló, también prestado, en el R. C. D. Mallorca.
Tras su etapa en España, el Sporting de Braga lo traspasó al Gil Vicente F. C., equipo con el que firmó por tres temporadas. Pasado ese tiempo puso rumbo a Japón para jugar en el Kyoto Sanga F. C.

## Clubes
| Club                            | País     | Año       |
| ------------------------------- | -------- | --------- |
| S. E. R. Caxias do Sul          | Brasil   | 2012      |
| S. C. Internacional             | Brasil   | 2013-2014 |
| Botafogo F. R.                  | Brasil   | 2014-2015 |
| Macaé E. F. C.                  | Brasil   | 2015      |
| C. E. Lajeadense                | Brasil   | 2016      |
| Joinville E. C.                 | Brasil   | 2016      |
| E. C. Juventude                 | Brasil   | 2017      |
| C. D. Nacional                  | Portugal | 2017-2018 |
| S. C. Braga                     | Portugal | 2018-2021 |
| Real Sporting de Gijón (cedido) | España   | 2020      |
| R. C. D. Mallorca (cedido)      | España   | 2020-2021 |
| Gil Vicente F. C.               | Portugal | 2021-2024 |
| Kyoto Sanga F. C.               | Japón    | 2024-     |